# Willa przy ul. Juliusza Słowackiego 5 w Podkowie Leśnej
Willa przy ul. Juliusza Słowackiego 5 w Podkowie Leśnej – zabytkowa willa mieszcząca się w podwarszawskiej miejscowości Podkowa Leśna. Została zbudowana w 1937 roku, będąc jednym z najpiękniejszych przykładów architektury w podwarszawskich miejscowościach letniskowych.
Wraz z willą do rejestru zabytków został wpisany zabytkowy park i fontanna.